# Mayo (Yukón)
Mayo es un pueblo canadiense situado en el territorio de Yukón.

## Superficie
Mayo tiene una superficie de 0,98 km².

## Demografía
En 2021, tenía 188 habitantes, una densidad poblacional de 191,4 hab./km², y 149 viviendas.